# Саша Аврамовић
Саша Аврамовић (Чачак, 16. јануар 1993) је српски кошаркаш. Игра на позицијама плејмејкера и бека.

## Биографија
Поникао је у млађим категоријама чачанске Младости, а у дресу тог клуба је започео и сениорску каријеру. У новембру 2011. прешао је у Мега Визуру и тамо се задржао до лета 2014. године. У сезони 2014/15. играо је за Куманово, а у наредној је бранио боје Кошица. Сезону 2016/17. започео је у Вршцу, али је за овај клуб одиграо само пет утакмица. Од 2017. до 2022. године играо је за Искру из Свита.
Био је члан млађих селекција репрезентације Србије. Са кадетима је освојио бронзу на Европском првенству 2009. године. Са јуниорским саставом стигао је до сребра на Европском првенству 2011. године.

## Клупски

### Репрезентативни
- Европско првенство до 16 година:  2009.
- Европско првенство до 18 година:  2011.